# The Dance (Fleetwood Mac)
The Dance è un album live dei Fleetwood Mac, uscito nel 1997. Il disco, di cui esiste anche la versione DVD, segna il ritorno del cantante e chitarrista statunitense Lindsey Buckingham nel gruppo, dopo dieci di assenza e la ricostituzione del nucleo più famoso della band composto dallo stesso Buckingham, Stevie Nicks, Christine McVie, Mick Fleetwood e John McVie.

## Tracce
1. The Chain (Lindsey Buckingham, Mick Fleetwood, Christine McVie, John McVie, Stevie Nicks) – 5:11
2. Dreams (Nicks) – 4:39
3. Everywhere (C. McVie) – 3:28
4. Rhiannon (Nicks) – 6:48
5. I'm So Afraid (Buckingham) – 7:45
6. Temporary One (C. McVie, Eddy Quintela) – 4:00
7. Bleed to Love Her (Buckingham) – 3:27
8. Big Love (Buckingham) – 3:06
9. Landslide (Nicks) – 4:28
10. Say You Love Me (C. McVie) – 5:00
11. My Little Demon (Buckingham) – 3:33
12. Silver Springs (Nicks) – 5:41
13. You Make Loving Fun (C. McVie) – 3:50
14. Sweet Girl (Nicks) – 3:19
15. Go Your Own Way (Buckingham) – 5:00
16. Tusk (Buckingham) – 4:22
17. Don't Stop (C. McVie) – 5:31

## Formazione
- Lindsey Buckingham - voce e chitarra
- Mick Fleetwood - batteria e percussioni
- John McVie - basso
- Stevie Nicks - voce
- Christine McVie - voce e tastiera